# Botassart
Botassart (Waals: Botôssåt) is een gehucht in de Belgische provincie Luxemburg. Het ligt in Ucimont, een deelgemeente van de stad Bouillon.

## Geschiedenis
Botassart behoorde vroeger tot het hertogdom Bouillon. Op het eind van het ancien régime werd het een gemeente in het departement Ardennes. In 1823 werd Botassart bij de gemeente Sensenruth ondergebracht. In 1841 werd Ucimont als zelfstandige gemeente afgesplitst van Sensenruth en ook Botassart werd in die nieuwe gemeente ondergebracht.

## Bezienswaardigheden

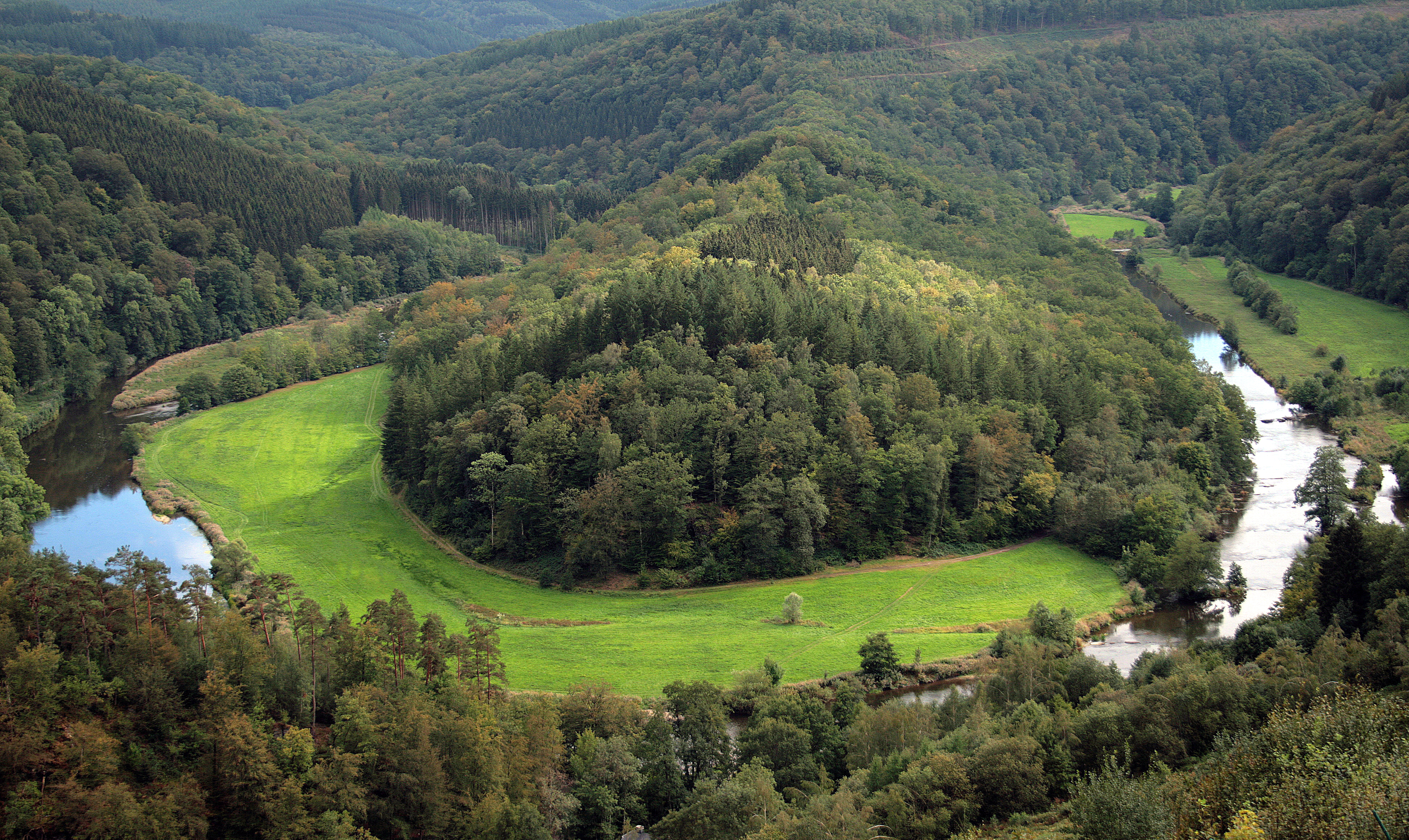
Le Tombeau du Géant

- Het Kasteel van Botassart, dat stamt uit 1625.
- De Chapelle de l'Immaculée Conception dateert uit 1624. Het gebouw werd met de omliggende kerhofmuur in 1981 beschermd als monument.
- De Tombeau du Géant (het graf van de reus), een beboste heuvel in een meander van de Semois, is geklasseerd als landschap.

Deelgemeenten: Bellevaux · Bouillon · Corbion · Dohan · Les Hayons · Noirefontaine · Poupehan · Rochehaut · Sensenruth · Ucimont · Vivy

Overige dorpen: Botassart · Curfoz · Frahan · Mogimont

Overige kernen: Ban d'Alle · Bas Dohan · Beauchenai · Bèrôpré · Bodimont · Boulet · Briahan · Château-le-Duc · Claimont · Closures · Combra · Dessus le Moulin · Germauchamps · Grand Hez · Gros Hêtre · L'Espérance · La Boûle · La Cornette · La Charité · La Gemelle · La Heurette · La Justice · La Patte d'Oie · La Pichelotte · La Ramonette · Lauwé · Laviot · Le Ban · Le Bondon · Le Couroi · Le Soyisse · Le Stayi · Les Blancs Cailloux · Les Champs Bouloi · Les Côtes · Les Crêtes de Frahan · Les Différends · Les Enclaves · Les Longs Champs · Les Quatre Chemins · Les Sentinés · Les Trois Fontaines · Loveté · Menuchenet · Merleux Han · Mohan · Moulin du Bochet · Pré Hoc · Remifontaine · Rond le Duc · Rond Napoléon · Scotifontaine · Tirifontaine · Vardon

Belgische gemeenten · Arrondissement Neufchâteau · Luxemburg · Wallonië